# Sarta
Sarta är en sjö i Arjeplogs kommun i Lappland och ingår i Piteälvens huvudavrinningsområde. Sjön har en area på 3,58 kvadratkilometer och ligger 482 meter över havet. Sarta ligger i Piteälven Natura 2000-område. Sjön avvattnas av vattendraget Piteälven.

## Delavrinningsområde
Sarta ingår i det delavrinningsområde (741937-155710) som SMHI kallar för Utloppet av Sarta. Medelhöjden är 800 meter över havet och ytan är 38,64 kvadratkilometer. Räknas de 79 avrinningsområdena uppströms in blir den ackumulerade arean 1 392,33 kvadratkilometer. Avrinningsområdets utflöde Piteälven mynnar i havet. Avrinningsområdet består mestadels av skog (27 procent) och kalfjäll (60 procent). Avrinningsområdet har 3,76 kvadratkilometer vattenytor vilket ger det en sjöprocent på 9,7 procent.